# Kinski (groupe)
Pour les articles homonymes, voir Kinski.
Kinski est un groupe américain de rock, originaire de Seattle, dans l'État de Washington.

## Historique
Kinski est formé en 1998 à Seattle à l'initiative de Chris Martin (guitare), Lucy Atkinson (basse) et Dave Weeks (batterie). Le trio enregistre un premier EP autoproduit intitulé SpaceLaunch For Frenchie en 1999. Complété par Matthew Reid Schwartz (guitare), le groupe publie son premier album, Be Gentle With The Warm Turtle, en 2000. L'année suivante, la formation signe un contrat avec le label Sub Pop.
En 2002, Barrett Wilke remplace Dave Weeks au poste de batteur. L'album Airs Above Your Station, qui sort en 2003, vaut au groupe des comparaisons avec Mogwai et Sonic Youth. En 2004, le groupe publie l'album Don't Climb on and Take The Holy Water qui regroupe diverses improvisations enregistrées en 2002, sur scène ou en studio.
Avec Alpine Static, album publié en 2005, Kinski s'éloigne du post-rock psychédélique de ses débuts pour un rock plus direct et traditionnel,. Leur troisième et dernier album chez Sub Pop, Down Below It’s Chaos, est publié en 2007. Avant la sortie de l'album, Kinski ouvre au printemps 2007 à la tournée 10,000 Days du groupe Tool.
En août 2012, la signature de Kinski avec le label Kill Rock Stars est annoncée. Après une pause de six ans, Kinski signe son retour en 2013 avec l'album Cosy Moments, publié chez Kill Rock Stars,.
En 2015, le groupe publie l'album 7 (or 8), dont le mastering est assuré par Bob Weston.
Le 12 octobre 2018 est publié l'album Accustomed To Your Face, toujours chez Kill Rock Stars. Ce même label réédite également en novembre 2018 leur premier album Be Gentle With The Warm Turtle.
Leur neuvième album studio, Stumbledown Terrace, est publié le 7 mars 2025 sur le label Comedy Minus One. L'album est enregistré en trio à la suite du départ du guitariste Matthew Reid-Schwartz.

## Discographie

### Albums studio
- 2000 : Be Gentle With the Warm Turtle (Pacifico Recordings)
- 2003 : Airs Above Your Station  (Sub Pop Records)
- 2004 : Don't Climb On and Take the Holy Water (Strange Attractors Audio House)
- 2005 : Alpine Static  (Sub Pop Records)
- 2007 : Down Below It's Chaos (Sub Pop Records)
- 2013 : Cosy Moments (Kill Rock Stars)
- 2015 : 7 (or 8) (Kill Rock Stars)
- 2018 : Accustomed to Your Face (Kill Rock Stars)
- 2025 : Tumbledown Terrace (Comedy Minus One)

### Singles et EP
- 1999 : SpaceLaunch For Frenchie (EP)
- 2001 : Penthouse Suite / Please Remain Seated
- 2002 : Semaphore (EP)
- 2004 : I Guess I'm Falling In Love / Hiding Drugs In The Temple

### Splits
- 2003 : Kinski / Acid Mothers Temple & The Melting Paraiso UFO
- 2003 : Crickets And Fireflies (avec Paik et Surface Of Eceyon)
- 2008 : Sonic Attack (Lords Of Light) (avec Bardo Pond)
- 2015 : Sandrider + Kinski (avec Sandrider)

### Improvisation
- 2006 : I Didn’t Mean to Interrupt Your Beautiful Moment
- 2010 : A Clear Day and No Memories (Avec  Jim Hobbs)